# Markea epifita
Markea epifita là một loài thực vật thuộc họ Solanaceae. Đây là loài đặc hữu của Ecuador.